# Maserati Medici
De Maserati Medici is een conceptauto van de Italiaanse autofabrikant Maserati die ontworpen werd door Giorgetto Giugiaro. De wagen is vernoemd naar de gelijknamige bankiersfamilie uit Firenze die bekend stonden om hun macht en bescherming van de kunst en cultuur tijdens de Renaissance.
De Maserati Medici was een ontwerpstudie van Italdesign voor een sportieve luxeberline. Er werden twee verschillende prototypes ontwikkeld, de Medici I in 1974 en de Medici II in 1976. Beide prototypes maakten gebruik van het frame en de 4,9-liter V8-motor van de Maserati Indy. Het koetswerk van de Medici heeft een wigvorm met uitgesproken scherpe lijnen.

## Medici I
De Medici I werd voor het eerst vertoond op het Autosalon van Turijn in 1974. Kenmerkend voor dit eerste prototype zijn het panoramisch glazen dak, de spitse voorkant met pop-up koplampen en de trapeziumvorm van de C-stijl (de stijl van het dak tussen het achterportier en de achterruit). Giugiaro zou een dergelijke C-stijl nadien nog in verschillende ontwerpen gebruiken, waaronder dat van de Lancia Delta I en de Audi 80 B2.
Het interieur van de Medici I gaf plaats aan zes personen. Achter de twee voorste zitplaatsen bevonden zich twee tegenover elkaar geplaatste banken waardoor de passagiers op de middelste rij tegengesteld aan de rijrichting zaten. Daardoor was de ruimte achterin nogal aan de krappe kant.

## Medici II
In 1976 werd op het Autosalon van Parijs de Medici II voorgesteld. Het belangrijkste uiterlijke verschil met de Medici I was de nieuwe voorkant. Door zijn sterk afhellende spitse neus klopten de verhoudingen van de Medici I niet helemaal. Daarom kreeg de Medici II een verchroomd radiatorrooster en vier vierkante koplampen, waardoor de wagen meer in proportie was.

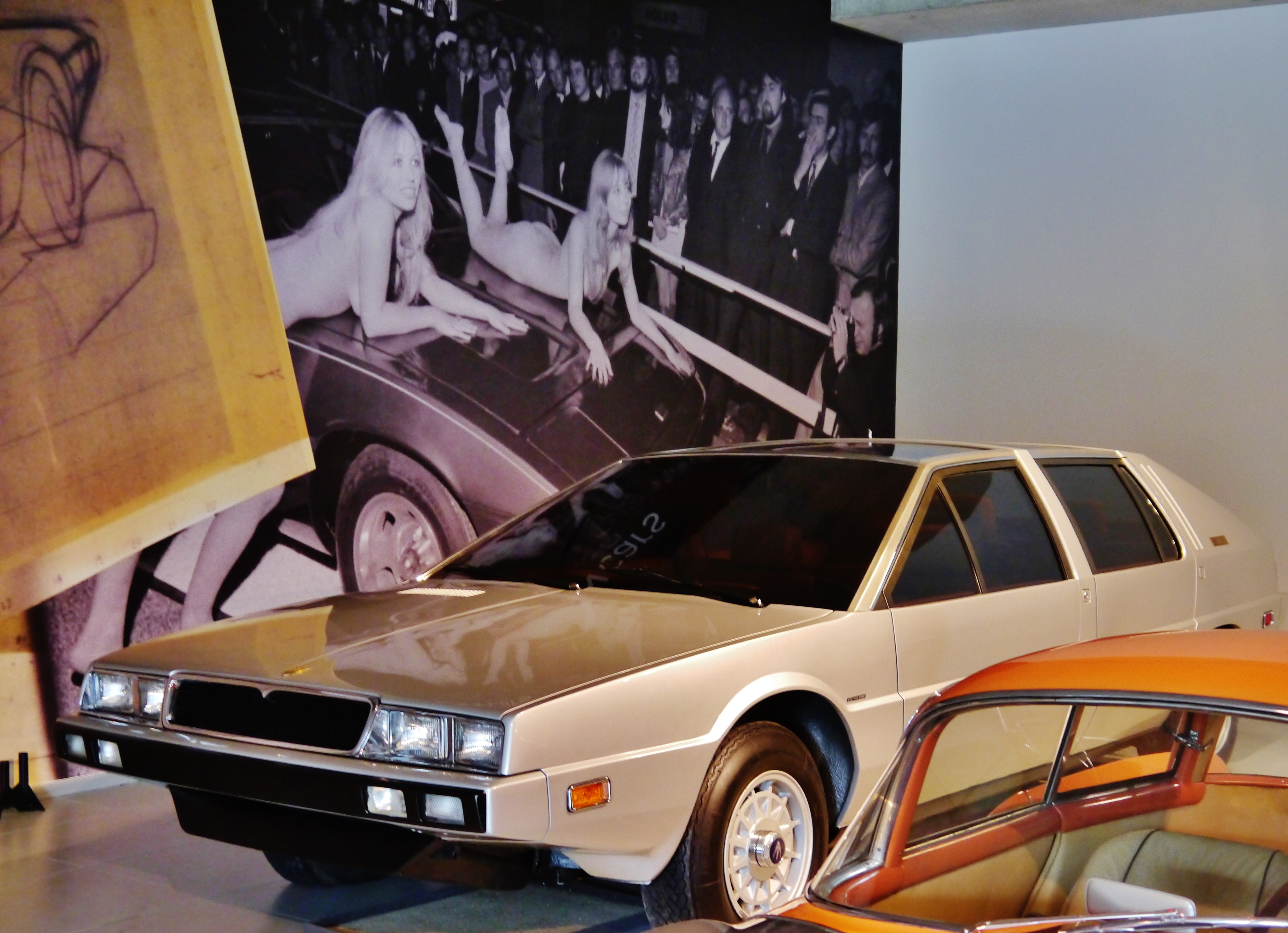
Medici II (1976), vooraanzicht
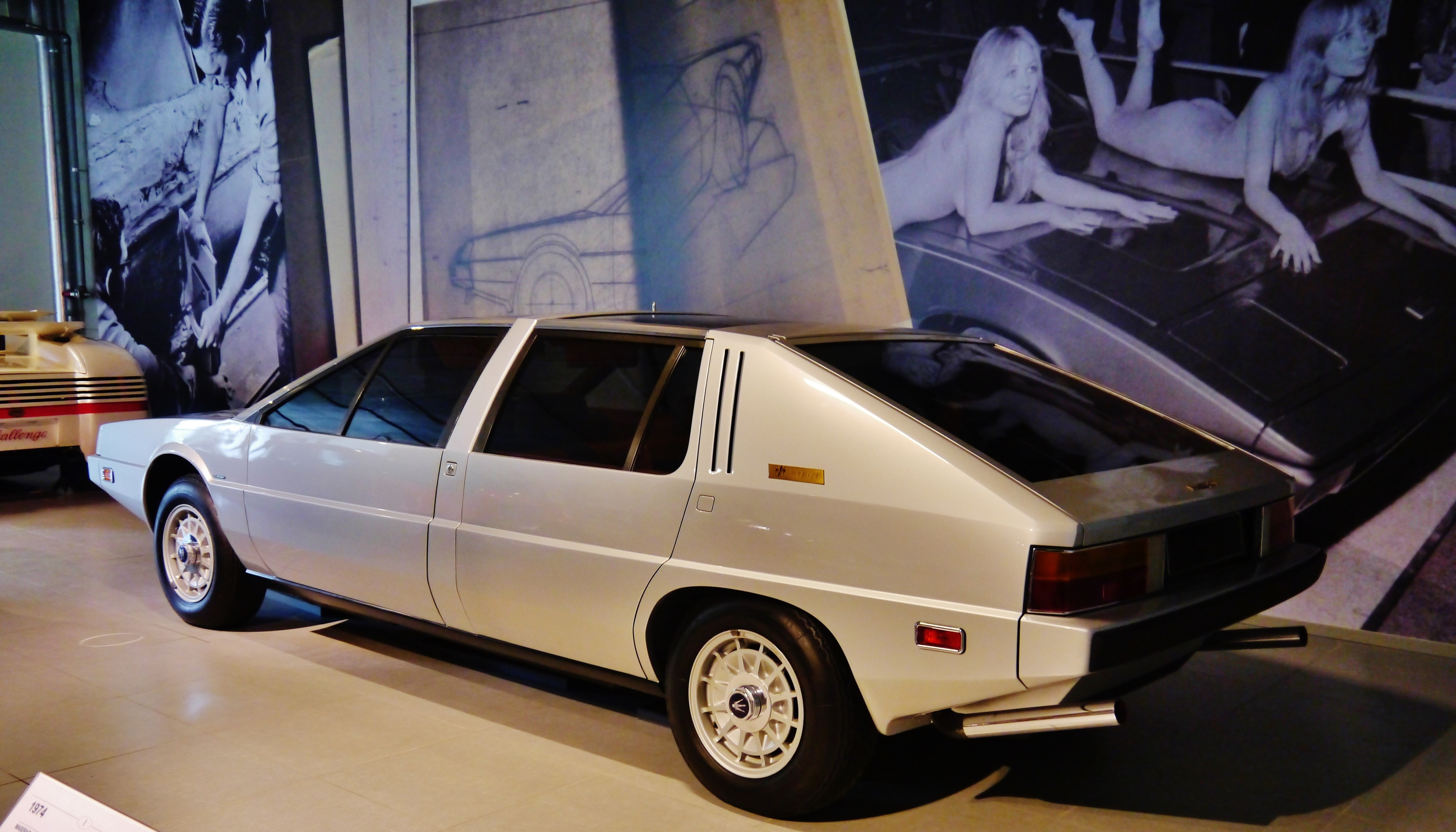
Medici II (1976), achteraanzicht

Het interieur werd volledig opnieuw ontworpen en de achterbanken werden vervangen door twee zitplaatsen, waardoor de Medici II een klassieke vierzitter werd. Voor de passagiers achteraan was een bar, koelkast en bureautafeltje voorzien, alsook een televisie en een autotelefoon wat voor die tijd heel futuristisch was.
De Medici II wordt beschouwd als de stilistische voorloper van de Maserati Quattroporte III die vanaf 1979 werd geproduceerd.
Het prototype van de Medici II bevindt zich in het Louwman Museum in Nederland.